# Hjo

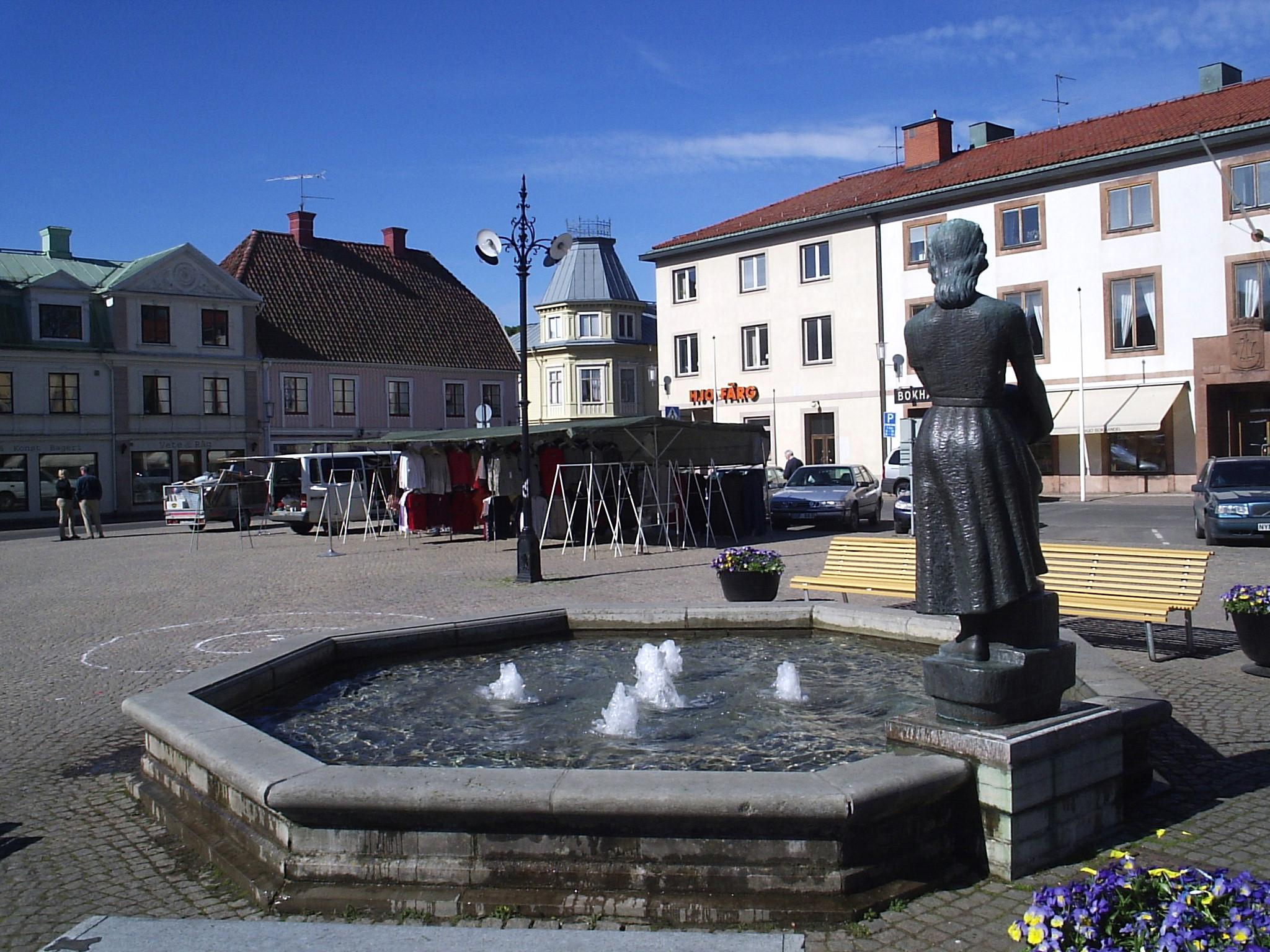
Stora Torget in Hjo.

Hjo ist eine Stadt in der schwedischen Provinz Västra Götalands län und historischen Provinz Västergötland. Sie liegt am Westufer des Sees Vättern etwa 67 km nördlich von Jönköping. Hjo ist auch der Hauptort der gleichnamigen Gemeinde.

## Geschichte
Hjo ist eine mittelalterliche Stadt, die das erste Mal 1413 in schriftlichen Quellen genannt wird. Hjo war ein wichtiger Verbindungshafen auf dem Weg von Västergötland nach Östergötland.
1854 wurde ein neuer Hafen und ein neues Stadtviertel gebaut. Zwei Jahrzehnte später wurde Hjo an das Eisenbahnnetz angebunden, was nicht nur die industrielle Entwicklung begünstigte. Auch eine Wasserkuranstalt entstand, die Hjo zu einem beliebten Badeort werden ließ.

## Stadtbild
Die Altstadt hat ihren mittelalterlichen Grundriss im Großen und Ganzen bewahrt. Nördlich der Altstadt befinden sich der Hafen und der Stadtpark, der ursprünglich ein zur Wasserkuranstalt gehörendes Arboretum war. Die Holzvillen der Kuranstalt sind noch erhalten und beherbergen heute u. a. eine Jugendherberge und das Vättern-Aquarium sowie ein Stadtmuseum. Hjo erhielt 1990 den Europa-Nostra-Preis für die beachtenswerte Erhaltung seiner Holzstadt.

## Wirtschaft
Hjo ist eine Industrie- und Handelsstadt. Außerdem ist sie ein beliebter Fremdenverkehrsort.

## Söhne und Töchter der Stadt
- Yngve Sjöstedt (1866–1948), Professor für Zoologie und Entomologie
- Fredrik Lindahl (* 1983), Handballspieler
- Isak Arvidsson (* 1992), Tennisspieler
- Edwin Aspenbäck (* 2000), Handballspieler